# Римський театр в Аспенді
Давньоримський театр в Аспендосі — давньоримський театр, котрий належить до трьох найбільш збережених театральних споруд в світі.

## Історія
Театр в Аспендосі розташований неподалік колишньої агори і його глядацька зала спланована на ухилі місцевої гори. Заокруглена частина глядацької зали має діаметр дев'яносто шість (96) метрів. Фасад театру повернутий в бік міста. Глядацька зала споруди спирається на арки, поширений спосіб в римському будівництві. До добре збережених частин належить і архітектурна декорація сцени. Верхня частина архітектурної декорації зберегла п'ятдесят вісім (58) отворів для дерев'яних щогл, що утримували тент над сценою від спекотного сонця під час денних вистав. Щогли і тент були втрачені під час використання споруди театру не за театральним призначенням. 
Театр Аспендоса вибудували за проєктом місцевого архітектора Зенона 155 року н.е. Одномоментно в ньому могли дивитись вистави 7.000 осіб.  
Театр стояв пусткою, коли місто покинули візантійці. В роки володарювання сельджуків театр в колишньому Аспендосі використовували як каравансарай. У XIII столітті давньоримський театр пристосували під замок-палац сельджуків, що уберегло його від руйнацій. 
У реставрованому театрі з 1994 року проводять  Міжнародний фестиваль опери і балету  Аспендос під орудою  Турецької державної опери і балету. Аудиторія театральних фестивалів сягнула  10 000 осіб.

## Галерея

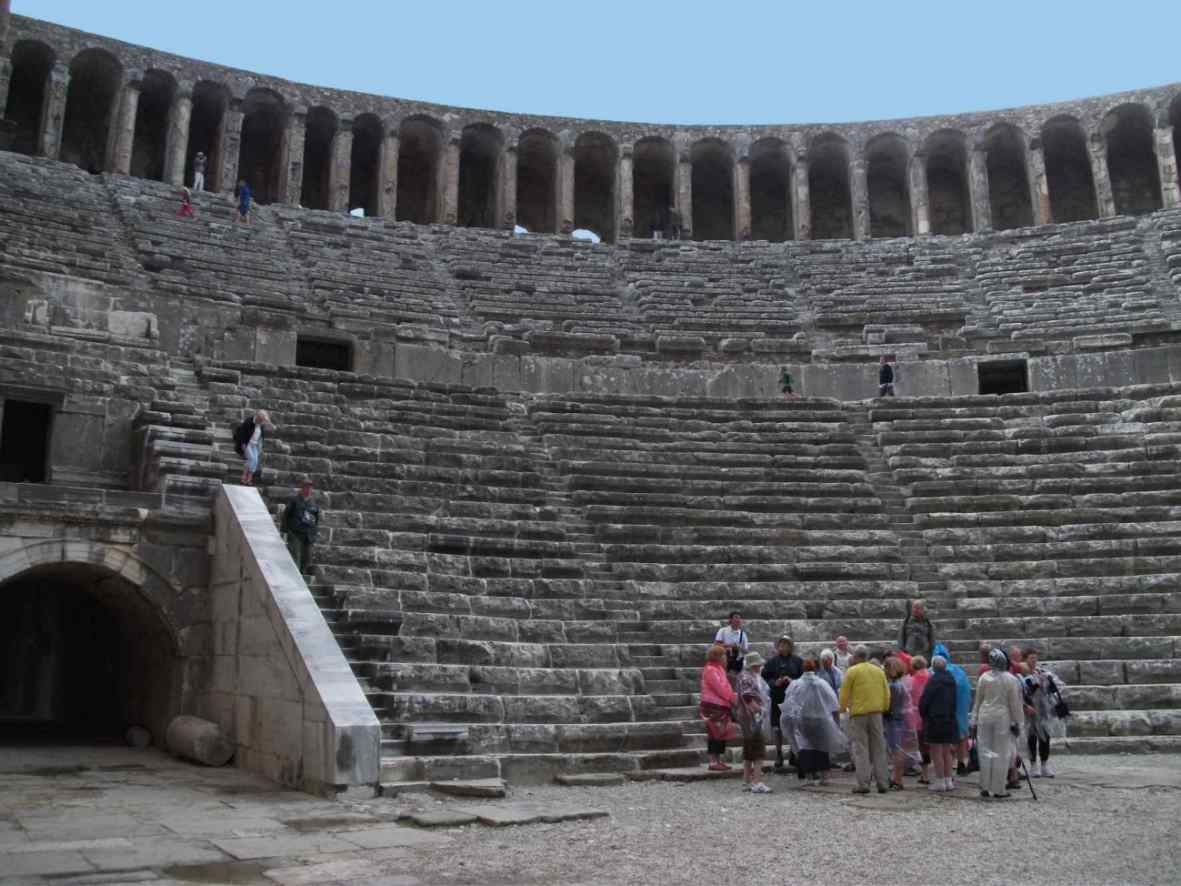
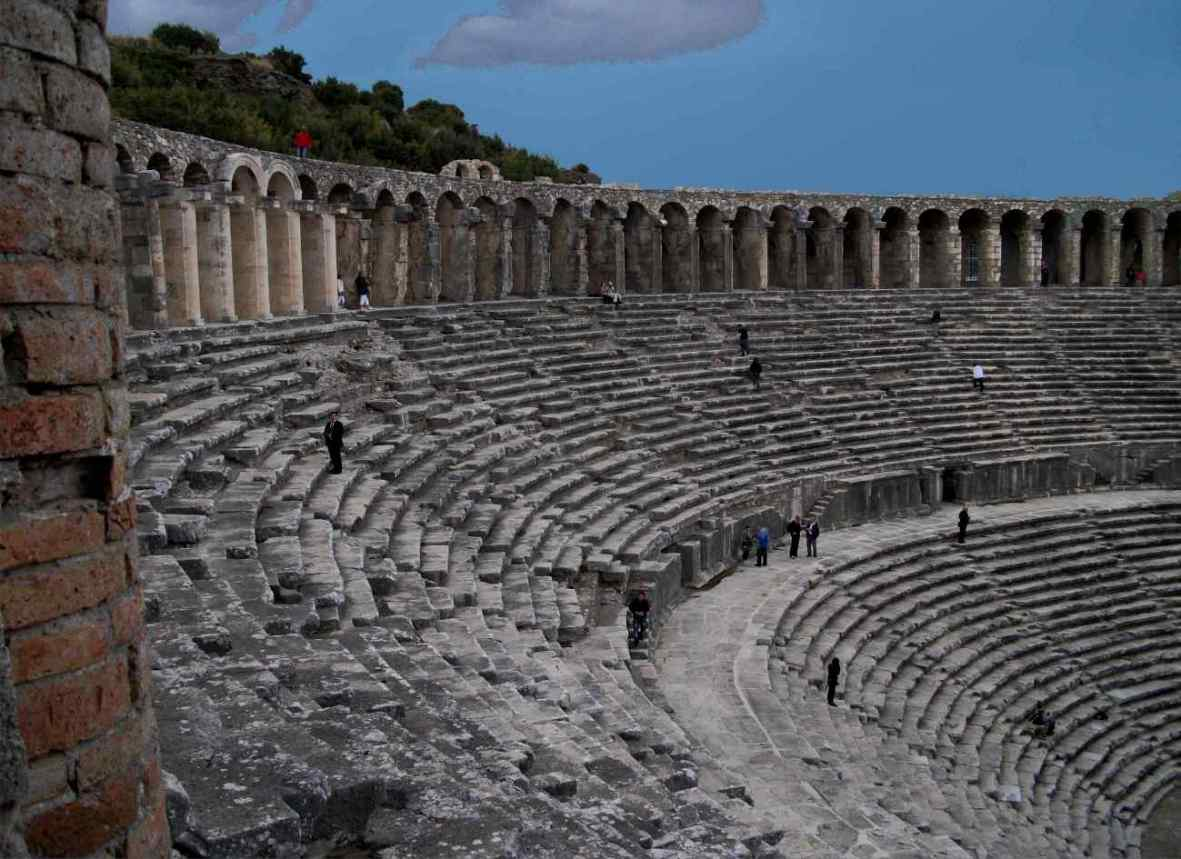
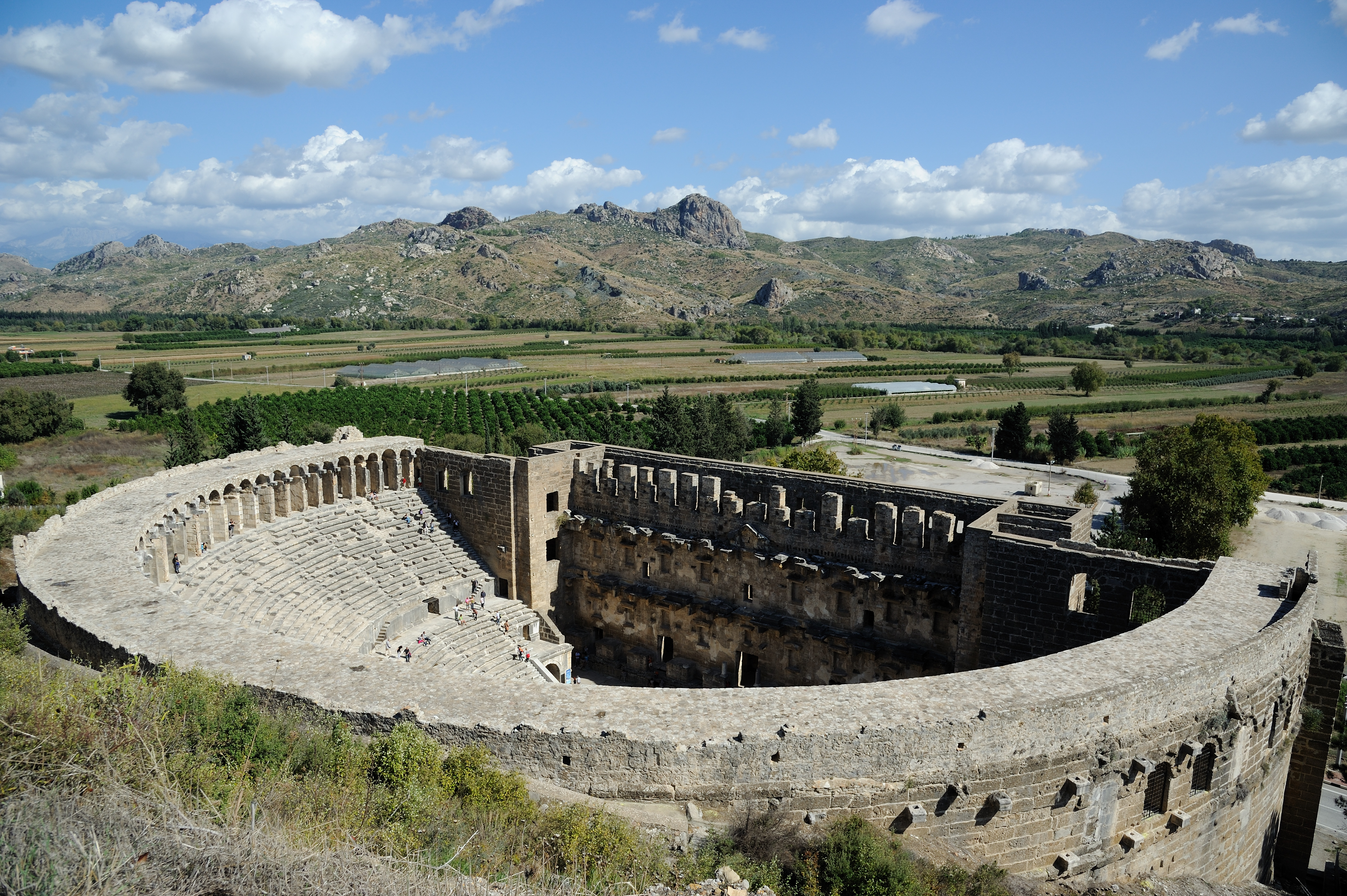
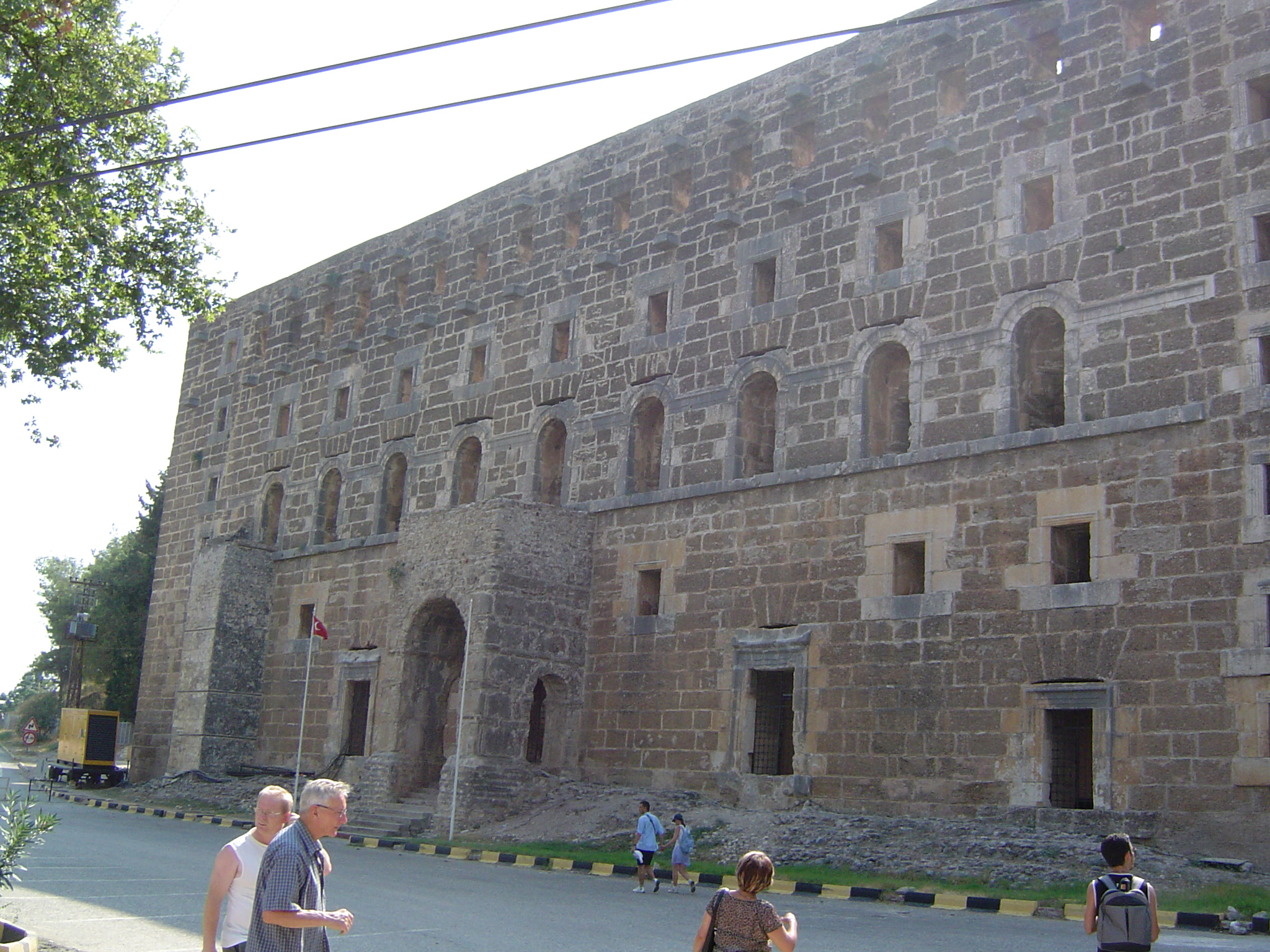
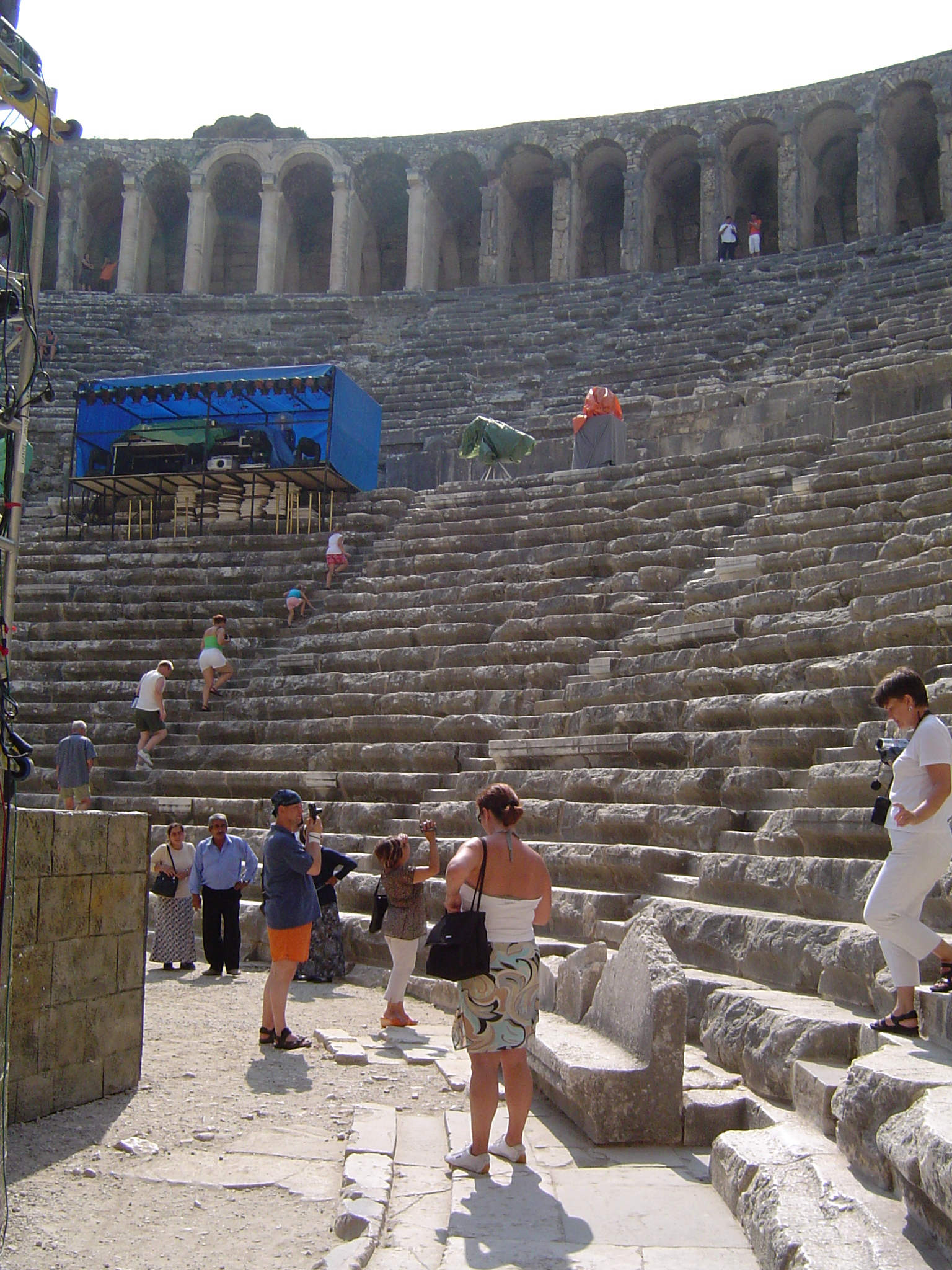